# Андреев, Сергей Игоревич
Серге́й И́горевич Андре́ев (род. 29 марта 1973, Смоленск, РСФСР, СССР) — российский политический и общественный деятель, мэр городского округа Тольятти (2012—2017), заместитель председателя правительства Самарской области по вопросам территории опережающего развития (2017—2018), с 19 апреля 2018 года — генеральный директор особой экономической зоны «Тольятти».

## Биография

### Ранние годы
Родился 29 марта 1973 года в Смоленске. Учился в музыкальной школе по классу фортепиано. В начале 1990-х годов отправился в Санкт-Петербург, где работал в баптистской организации «Новая жизнь», в которой обучался на пастора. В 1993 году переехал в Тольятти, где создал и возглавил баптистское общество «Живое слово». В 1994—1996 годах организовывал лагеря отдыха для детей и подростков Автозаводского района. Параллельно создал с единомышленниками добровольческое молодёжное движение. В 2000 году окончил психологический факультет университета Российской академии образования.

### Трудовая деятельность
В начале 1990-х работал и обучался на пастора в христианской миссии «Новая жизнь» в Санкт-Петербурге.
1993—1999 год — директор общественной организации христианское просветительское общество «Живое слово» в г. Тольятти.
1999—2000 год — начальник отдел по делам молодёжи Автозаводской районной администрации Тольятти.
2000—2007 год — депутат, заместитель председателя Тольяттинской городской думы, депутатской группы «Декабрь».
2007—2010 год — депутат, заместитель председателя комитета по образованию и науке Самарской Губернской думы, фракции «СПС».
2010—2011 год — министр природопользования, лесного хозяйства и охраны окружающей среды Самарской области.
2011—2012 год — председатель самарского областного отделения партии «Правое дело» под председательством Михаила Прохорова.
2012—2017 год — мэр городского округа Тольятти.
2017—2018 год — губернатором Самарской области Н. И. Меркушкиным назначен заместителем Председателя Правительства Самарской области по вопросам территории опережающего развития.
В 2018 году министром экономического развития, инвестиций и торговли Самарской области Александром Кобенко назначен генеральным директором АО «Особой экономической зоны Тольятти».

### Ранняя политическая карьера (1999—2011)
В 1999 году возглавил отдел по делам молодёжи Автозаводской районной администрации Тольятти. В 2000 году стал лауреатом первого городского конкурса «Благотворитель года», членом партии «Союз правых сил» (СПС). В 2000 и 2004 году избирался депутатом Тольяттинской городской думы. В 2005—2008 годах являлся вице-спикером Думы.
В 2001 году прошёл курсы по подготовке кадров в сфере государственного и муниципального управления Приволжского федерального округа. В 2006 году основал вместе с единомышленниками общественное движение «Декабрь». На выборах в Тольяттинскую городскую думу ОД «Декабрь» неожиданно набрал 26 % голосов, став второй по численности фракцией после «Единой России».
В 2007 году был избран депутатом Самарской Губернской думы. Был заместителем председателя комитета по образованию и науке, а также членом комитета по здравоохранению, демографии и социальной политике фракции «СПС». В 2008 году, будучи депутатом, высказывался за объединение Ставропольского района и г. Тольятти, в порядке ст. 12 ФЗ-131 «Об общих принципах организации местного самоуправления в Российской Федерации».
В 2008 году выдвинул свою кандидатуру для участия в выборах мэра Тольятти. Кандидат считался фаворитом, однако решением суда за несколько дней до выборов был от них отстранён по заявлению другого кандидата — М. В. Булатова; причинами объявлялись нарушение авторских прав в виде фотографии тольяттинского Дворца культуры в одной из предвыборных брошюр без разрешения авторов проекта Дворца и подкуп избирателей. Самарский областной суд поданную кассационную жалобу не удовлетворил.
14 декабря 2010 года был назначен министром природопользования, лесного хозяйства и охраны окружающей среды Самарской области. В сентябре 2011 года ушёл в отставку в связи с переходом на должность председателя самарского областного отделения партии «Правое дело». В том же году покинул ряды партии после ухода из неё Михаила Прохорова.

### Избрание мэром Тольятти (2012)
«Мэр которого ждали» — предвыборный лозунг Сергея Андреева
В декабре 2011 года выдвинул свою кандидатуру на выборах мэра Тольятти. В своей предвыборной программе «Тольяттинский формат» предложил сделать Тольятти привлекательным городом для потенциальных инвесторов, создать Единый расчётный кассовый центр для создания прозрачных и понятных условий в сфере ЖКХ, существенно обновить муниципальный транспортный парк и убрать из города «газели», заменив их транспортом повышенной комфортности и вместимости.
В группу поддержки Сергея Андреева входило возглавляемое им общественное движение «Декабрь», а также меценат и председатель правления «Эл Банка» Анатолий Волошин. На стороне Андреева выступали представители нетрадиционных религиозных групп различного толка, в частности они осуществляли сбор подписей за кандидата.
В период избирательной кампании против Сергея Андреева выступали ряд городских политических деятелей. Так кандидаты на пост мэра, депутат Самарской губернской думы 5-го созыва от «Справедливой России» Михаил Маряхин и бывший союзник Андреева депутат Тольяттинской городской думы Борислав Гринблат требовали в судебном порядке отменить регистрацию Андреева. По мнению Андреева и его сторонников, избирательная кампания отличалась грязными методами ведения политической борьбы со стороны «Единой России». В частности, Андреев заявлял о нескольких нападениях на своих агитаторов, а подконтрольная депутату Самарской губернской думы от «Единой России» Владимиру Дуцеву газета «Тольяттинское обозрение» массированно критиковала Андреева.
Сергей Андреев был выбран четвёртым мэром Тольятти в два тура. В первом туре он набрал чуть более 32 % голосов и занял второе место, проиграв кандидату от «Единой России» Александру Шахову, который набрал более 36 % голосов. Во втором туре Андреев уверенно победил Шахова, набрав около 56 % голосов.
19 марта 2012 года тольяттинская территориальная избирательная комиссия объявила Сергея Андреева избранным мэром города. 30 марта состоялась церемония вступления Андреева в должность, в ходе которой Андреев получил в подарок от депутата Самарской Губернской думы Николая Ренца лопату с прорезями. Андреев поинтересовался, не являются ли эти прорези результатом очередного распила.
В 2017 году, после истечения полномочий, являлся временно исполняющим обязанности Главы города Тольятти.

## Деятельность на посту мэра
СМИ называли местного бизнесмена, учредителя ООО «Ректол» Александра Котляра теневым мэром и серым кардиналом Сергея Андреева.
Отказался спасти местное дорожное предприятие ООО «АВТ-Дорстрой» и торговую сеть «Посадский», войти Мэрии г.о. Тольятти на правах муниципально-частного партнерства в состав их соучредителей и получить городу собственную торговую сеть и дорожное предприятие. В 2015 году организации прекратили своё существование.

### Ликвидация и распродажа муниципального имущества
В 2012 году разрешил ликвидацию муниципального транспортного предприятия ОАО «Автоградтранс», которое было выведено в одноименное частное ООО.
В этом же году Постановлением Мэрии от 29.07.2013 г. № 2407-П/1 дал согласие на продажу объекта незавершенного строительства по ул. 40 лет Победы площадью 1,7 га у леса, бывшего здания станции переливания крови. По результату сомнительных торгов, объект был продан "ЛСК-Монолит бизнесмену Пинегину, который являлся застройщиком печально известного жилого комплекса «Ладья благополучия».
Передал муниципальный контракт на содержание тольяттинских дорог частной ГК «Эковоз», лишив муниципальное производственное объединение коммунального хозяйства ОАО «ПО КХ» работы, в составе которой находилась МП «СпецАвтоХозяйство», техника которой была распилена и продана.
В 2014 году ликвидировал муниципальную аптеку ОАО «Аптека 207», которая была выведена в частную одноименную ООО, вскоре прекратив своё существование.
В 2015 году продал в частную собственность муниципальный торговый дом ОАО ТД «Тольяттинский» по адресу ул. Лизы Чайкиной, 85, владельцем которого стал депутат бывший директор Александр Помещиков.
В 2016 году же году ликвидировал муниципальный ОАО «Комбинат Школьного Питания», передав обслуживание городских школ частному ЗАО «Комбинат Школьного Питания „Дружба“».
В период правления Сергея Андреева на посту мэра Тольятти, в городе прекратили своё существование местные организации: АвтоВАЗагрегат, ФИА-банк, «ЭЛ Банк», дорожное предприятие «АВТ-Дорстрой», строительная группа «Татищев», торговая сеть «Посадский».

### Разрешение на строительство Цветной бульвар, дом 3
В 2013 году постановлением Мэрии г.о. Тольятти от 08.02.2013 г. № 405-п/т несмотря на отрицательное техническое заключение несущих строительных конструкций, разрешил строительство ставки-дома в 14 этажей на Цветном бульваре, дом 3 которая привела к угрозе разрушению 9 этажного многоквартирного дома.

### Продажа и уголовное дело НПФ «Муниципальный»
В 2016 году разрешил продажу муниципального негосударственного пенсионного фонда НПФ «Муниципальный» за 10 тыс. рублей ООО «Аспект». Вскоре фонд был лишён лицензии, в котором сгорело из городского бюджета 50 миллионов рублей. В 2021 году уголовной ответственности избежал, перед судом за мошенничество предстал бывший председатель совета Негосударственного пенсионного фонда г. Тольятти "Муниципальный" и его партнер.

### Пожар в Пирамиде
В 2015 году не обеспечил сохранность муниципального имущества, в результате которого, здание бывшего кинотеатра «Пирамида» подверглось поджогу и вандализму, превратившись в заброшенный и опасный объект в центре города, в котором пострадал ребёнок.
По результату экспертизы пожарной службы, заброшенный кинотеатр подожгли, на крыше «Пирамиды» воспламенился мусор. Проводка была в порядке, огонь разожгли подростки, которых ранее очевидцы замечали в здании. Помещения бывшего кинотеатра были сильно захламлено и никем не охранялось.

### Работа по изменению структуры администрации
Вскоре после официального вступления в должность мэра, Сергей Андреев начал работу по изменению структуры администрации. Также был изменён порядок проведения аппаратных совещаний: изменилось число докладов и состав докладчиков.
В январе 2013 года был запущен обновлённый сайт администрации Тольятти. На новом сайте была изменена структура главного меню, своя страница появилась не только у мэра, но и у его заместителей.

### Кадровые назначения
Некоторые члены его партии и движения заняли посты в мэрии. Так лидер общественного движения ОД «Декабрь», бывший депутат Николай Лёксин возглавил муниципальный детский пансионат МУП «Звёздный», спортсмен и член партии ГП Александр Герунов незаконно возглавил Управление физической культуры и спорта мэрии городского округа Тольятти, в прошлом кандидат в депутаты от партии «Гражданская Платформа», историк Игорь Власенко перешёл на работу специалистом КДМ и далее главным библиотекарем в муниципальное учреждение «Объединение детских библиотек Тольятти».
В 2012—2013 годах самарский депутат Елена Ширнина заняла в тольяттинской мэрии должность заместителя мэра по социальной политики, однако местная прокуратура опротестовала её назначение из-за отсутствия необходимого стажа работы в муниципальной службы по специальности.
В 2013 году Заместителем мэра — руководителем аппарата мэрии назначил директора ООО «Волжские коммунальные системы» Александра Тарасова, однако после протеста прокуратуры он был назначен советником мэра. Руководителем департамента образования мэрии назначил директора МБОУ Лицей № 19 Татьяну Терлецкую, которая через три года после протеста прокуратуры покинула должность.
В 2014 году Заместителем мэра — главой администрации Центрального района, назначен инженер-технолог, председатель Совета молодых специалистов завода Тольяттинский Трансформатор, бывший депутат от партии Единая Россия Артём Гончаров. Заместителем Мэра — Главой администрации Комсомольского района, назначен директор управляющей компании ООО УК «Центр ЖКХ», в прошлом кандидат в депутаты «Гражданская Платформа» Игорь Радченко. В этом же году аппарат мэрии возглавила, директор городской Газеты Площадь Свободы Евгения Бычкова. Бизнесмен-айтишник, бывший депутат и председатель отделения Союза правых сил, член движения ОД «Декабрь» Владимир Агафонов возглавил муниципальный МБУ «Городской информационный мониториновый центр».
В апреле 2015 года на должность Заместителя Мэра по городскому хозяйству был назначен бизнесмен, владеющий рестораном «Весна», пивоварней и продажей ГСМ Григорий Вилетник, трудовая биография которого скрыта. Однако журналисты усомнились в его опыте в сфере государственного и муниципального управления, требуемого для работы на муниципальной службе. В октябре 2015 на должность руководителя департамента по управлению муниципального имущества назначил доцента кафедры «Финансы и кредит» Волжского университета имени В. Н. Татищева Инну Сорокину, которая в прошлом также была кандидатом в депутаты от партии «Гражданская платформа».
В июне 2018 года прокуратура Тольятти, спустя 3.5 года внесла представление о не соответствии квалификационных требований Александра Герунова в должности главы Управление физической культуры и спорта мэрии городского округа Тольятти, который занимал эту должность незаконно с 2012 года. Однако уже после недели в отставке, уже имея требуемый стаж, вернулся в должность.

### Муниципальный долг города
В период правления Сергея Андреева, городская администрация увеличила долги, для их решения городская администрация под муниципальные гарантии с одобрения Тольяттинской городской думы брала кредиты в банках на их погашение. В 2014 году общая сумма кредитов составила миллиардов рублей. В 2017 году сумма выплаты из городской казны банкам 566,7 млн рублей, из них лишь 50 млн рублей являются суммой, которую город взял у банка, остальные 516 млн рублей — это выплаты по процентам.
В 2015 году некогда успешные муниципальные предприятия ОАО «ПО КХ», ОАО «ДРСУ» и ОАО «Лифтэлектросервис», находясь введении городской мэрии под управлением Сергея Андреева стали убыточными.
В мае 2017 года Счётная палата Самарской области по результатам проверки 2015—2016 годов выявила высокий уровень долговой нагрузки на бюджет Тольятти, взятых в коммерческих банках превышающих расходы бюджета. Направив в прокуратуру, полицию и следственное управление заявление. Несмотря на это городская администрация при новом главе С. А. Анташева продолжила брать кредиты, увеличивая долг.

### Прекращение финансирования отлова бешеных собак
После окончания в мае 2012 года контракта на регулирование численности безнадзорных собак мэрия Тольятти не стала заключать следующий договор, мотивируя это тем, что полномочия в этой сфере, по мнению мэрии, должная осуществлять Самарская область. По словам Андреева, он опасается уголовного преследования в случае выделения денег на отлов собак. Однако по мнению правительства Самарской области — отлов собак относится к полномочиям мэрии Тольятти. В результате отлов собак (даже бешеных) полностью прекратился в марте 2013 года.

### Тольятти в рейтинге 30 лучших городов для бизнеса (2013)
В мае 2013 года (после 1 года деятельности Сергея Андреева на посту мэра) Тольятти впервые попал в рейтинг 30 лучших городов для бизнеса, ежегодно составляемый русским изданием журнала Forbes. Тольятти оказался сразу на 6-м месте, уступив лишь Калининграду, Уфе, Краснодару, Томску и Омску. Сергей Андреев высоко оценил это событие, заявив, что «нет другого города в России, где была бы такая положительная динамика по приходу иностранных инвесторов».

### Участие в «Гражданской платформе» Михаила Прохорова
4 июня 2012 года Сергей Андреев вместе с Михаилом Прохоровым принял участие в пресс-конференции в Интерфакса, посвящённой созданию политической партии «Гражданская платформа».
27 октября 2012 года на съезде «Гражданской платформы» в Москве был избран членом федерального гражданского комитета партии. На выборах в городскую думу, партия получила 8,78 % (13901 голосов), проведя по партийному списку одного представителя.
В 2015 году, после выхода из партии её основателя Михаила Прохорова, Сергей Андреев покинул её ряды и распустил местное отделение.

## Критика
Губернатор Самарской области Николай Меркушкин в 2013 году высказал мнение, что решение проблемных вопросов проходило бы лучше, если бы пост мэра занимал «хозяйственник», не боящийся «спуститься в канализацию» и «лично обойти все злачные места», а не «политик в галстуке».
В апреле 2013 года депутат Самарской Губернской думы от партии «Единая Россия» Владимир Дуцев отрицательно высказался о работе Сергея Андреева в области управления финансами. По словам Дуцева, за один год работы Андреева муниципальный долг вырос более чем на 1 млрд рублей, то есть фактически удвоился.
В мае 2013 года депутат Самарской Губернской Думы от «Единой России», православный активист Дмитрий Сивиркин направил открытое письмо в адрес председателя Думы, в котором заявил, что Сергей Андреев якобы участвует в работе ЛГБТ-организаций и оказывает поддержку этим организациям из городского бюджета. Сивиркин призвал Андреева либо дать исчерпывающие и удовлетворительные разъяснения по поводу «этой деятельности», либо подать в отставку.
Общественный деятель, почётный гражданин Тольятти Сергей Дьячков в августе 2012 года высказал мнение, что Андреев за время пребывания на посту мэра ничего не сделал для обустройства города. Также Дьячков заявил, что хозяйственно-экономические вопросы решаются в мэрии людьми Виктора Вексельберга и что Андреев превращает Тольятти в «религиозную площадку».
В феврале 2013 года Сергей Андреев предложил в Тольятти отказаться от троллейбусов, мотивировав это соображениями экономии. В ходе пресс-конференции он возмутился высоким уровнем социальных гарантий работникам троллейбусного предприятия, в частности тем, что за счёт предприятия у них есть возможность лечить зубы и посещать бассейн. Предложение вызвало критику транспортных экспертов, отмечавших экономическую эффективность и экологичность троллейбуса как вида транспорта и активным использованием его в развитых странах. Указанная критика вылилась в открытое письмо известного эксперта в области транспорта Антона Буслова губернатору Самарской области, где мэр Тольятти был обвинен «вопиющей некомпетентности» и «циничной лжи», и было отмечено, что каждый может в этом убедиться, ознакомившись с первичной документацией. Автор письма отмечал, что причиной предложения Андреева служит невозможность стоянки автобусов в автобусном парке, земля под которым была передана в частную собственность, и, как следствие, желание срочно списать троллейбусы и использовать троллейбусные парки для стоянки автобусов.
Перед началом 2013 года на цели ремонта учебных заведений Тольятти правительство Самарской области направило дополнительно 350 млн рублей (из них 131 млн рублей — на капитальный ремонт школ, 136 млн рублей — на ремонт 34 спортивных залов, 76 млн рублей — на ремонт детских садов). Однако к середине августа 2013 года конкурсы на ремонт были проведены не по всем школам, а договор с подрядчиком был заключён только по одному учебному заведению. Аукционы на ремонт спортивных залов не состоялись по 10 школам. Вследствие этого возникла угроза срыва начала учебного года в ряде школ. По мнению депутатов Тольяттинской городской думы, рассмотревших сложившуюся ситуацию на заседании, ответственность за это лежит на мэре города Андрееве, не выполнившем обещания освоить деньги полностью и в срок. Например, по некоторым объектам мэрия более 7 раз вносила изменения в конкурсную документацию после её публикации.

## Личная жизнь
Женат, отец четверых детей. По вероисповеданию — баптист. Утверждает, что никогда не имел личного автомобиля. Официальная зарплата на посту мэра в 2012 году — 31,1 тыс. рублей + надбавки и премии от оклада 50 %. Итого около 100 тыс.руб. в месяц.